# 소격서
소격서(昭格署)는 도교의 영향을 받아 하늘과 별에 제사를 지내던 조선의 관청이다. 
고려 시대에 소격서와 유사한 도교 관련 관청은 복원궁, 신격전, 정사색, 소전색, 태청관, 태일전, 구요당 청계배성소 등 여러 곳이 있었는데 태조 원년(1392년)에 모두 합하여 소격전(昭格殿)이라 하였으며 세조 12년(1467년)에 소격서로 이름을 고쳤다. 중종 13년(1518년)에 조광조를 필두로 한 사림파의 강한 요구로 혁파되었다가 기묘사화(1519년)로 사림이 실각하자 이듬해인 1520년에 다시 세워졌다. 그 뒤 임진왜란 와중에 제사가 폐해졌고 다시 세워지지 않고 완전히 사라졌다.
서울특별시 종로구의 법정동인 소격동의 어원이기도 하다. 오늘날의 대통령 직속 종교 자문 위원회에 해당하기도 한다.

## 참고 문헌
- 이능화 편술·이종은 역주, 《조선도교사》(보성문화사, 재판 2000)